# Nefici

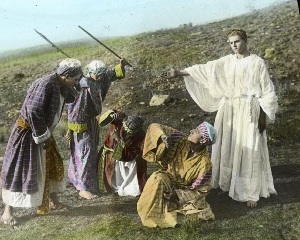
Scena z filmu The Life of Nephi (1915) opowiadającego o życiu Nefiego, pierwszego nefickiego króla i proroka

Nefici (deseret 𐐤𐐀𐐙𐐌𐐓𐐝 lub  𐐤𐐀𐐐𐐌𐐓𐐝) – w wierzeniach ruchu świętych w dniach ostatnich (mormonów) jedna z grup ludności zamieszkująca starożytny kontynent amerykański.
Mianem Nefitów zapisy w Księdze Mormona określają zasadniczo potomków Lehiego, wywodzących się od Sama, Nefiego, Jakuba czy Józefa. Wszyscy oni mieli opuścić Jerozolimę i udać się w podróż na kontynent amerykański około 600 roku p.n.e. Do tej grupy zalicza się także potomków Zorama, przyjaciela rodziny Lehiego. Wreszcie miano to przysługuje także tym, którzy uznali przywództwo Nefiego i podążyli za jego naukami, przy czym termin ten został rozszerzony i nabrał znacznie silniejszego wydźwięku religijnego. W tym sensie i znaczeniu Nefici odznaczać się mieli wiarą w Jezusa Chrystusa, w odróżnieniu od – również wywodzących się od Lehiego – Lamanitów. Dzieje Nefitów naznaczone miały być licznymi konfliktami i wojnami z Lamanitami właśnie. Jednym z kluczowych momentów nefickiej historii miało być nawiedzenie ich przez Chrystusa, który – wedle jednego z fundamentalnych wierzeń świętych w dniach ostatnich – odwiedził ich i nauczał wkrótce po swoim wniebowstąpieniu.
Nefici, mimo spajającej ich wiary, praktyk religijnych oraz tradycji, nigdy nie stanowili jednolitej grupy ludności. Zapisy obecne w Księdze Mormona wskazują na długie i liczne okresy odstępstw, podczas których znaczne grupy nefickie miały się łączyć z Lamanitami. Z drugiej strony inne ustępy mormońskiej świętej księgi jednocześnie zdają się wskazywać na zauważalne różnice w wyglądzie między tymi rywalizującymi ze sobą grupami. W sensie politycznym neficka jedność miała być utrzymywana, chociażby poprzez zdominowanie elity władzy przez potomków Nefiego. Ostatni dowódca armii nefickich, Mormon, również miał się legitymować takim właśnie rodowodem. 
Nefici mieli być także ludem, od którego pochodzi większość zapisów skompilowanych i spisanych na złotych płytach, zgodnie z mormońską doktryną materiale źródłowym samej Księgi Mormona. Ostatecznej zagładzie mieli oni ulec pod koniec IV wieku, po okresie niezwykle nasilonych walk z Lamanitami, zwłaszcza po decydującej bitwie na wzgórzu Kumorah. 
Istnienie Nefitów nie znalazło potwierdzenia w źródłach zewnętrznych. Ich utrwalone na kartach Księgi Mormona historia, kultura i obecność na kontynencie amerykańskim są częstym motywem mormońskiej sztuki i kultury popularnej. Przewijają się również regularnie w materiałach publikowanych przez przywódców Kościoła Jezusa Chrystusa Świętych w Dniach Ostatnich. Wspominani są także w Naukach i Przymierzach, jednym z pism świętych wchodzących w skład mormońskiego kanonu. Są wreszcie częstym obiektem dociekań mormońskiej apologetyki.